# Rio Dunăreana
O Rio Dunăreana é um rio da Romênia, afluente do Galbena, localizado no distrito de Hunedoara.